# 極限競速 (2023年遊戲)
《極限競速》是2023年赛车游戏，由Turn 10工作室开发、Xbox游戏工作室发行，对应Windows、Xbox Series X/S平台。
据Metacritic，游戏获得「总体好评」；据OpenCritic统计，游戏获得93%媒体推荐。